# Războiul Italo-Turc
Războiul Italo-Turc sau Războiul turco-italian (cunoscut în Italia ca Guerra di Libia, „războiul libian”, și în Turcia ca Savaşı Trablusgarp, „războiul tripolitan”) a fost purtat între Imperiul Otoman și Italia între 29 septembrie 1911 - 18 octombrie 1912.
Ca urmare a acestui conflict, Italia a primit provinciile otomane Tripolitania, Fezzan, și Cirenaica. Aceste provincii au format nou colonie italiană Libia.
În timpul conflictului, forțele italiene au ocupat și insulele Dodecaneze din Marea Egee. Italia a fost de acord ca Insulele Dodecaneze să fie returnate Imperiului Otoman în conformitate cu Tratatul de la Ouchy. Cu toate acestea, caracterul vag al textului a permis o administrație provizorie italiană în insule, iar Turcia a renunțat în cele din urmă la toate creanțele privind aceste insule, în articolul 15 din Tratatul de la Lausanne în 1923.
Turcia a trebuit să retragă toate forțele sale militare și agenții administrativi din Libia în conformitate cu articolul 2 din Tratatul de Ouchy în 1912.
Deși minor, războiul a fost un precursor al Primului Război Mondial deoarece a declanșat naționalismul în statele balcanice. Observând cât de ușor i-au învins italienii pe turcii dezorganizați, membrii Ligii Balcanice au atacat Imperiul otoman înainte încheierea războiul cu Italia.
Războiul italo-turc a utilizat numeroase progrese tehnologice de război, în special avionul. Pe 23 octombrie 1911, un pilot italian, căpitanul Carlo Piazza, a zburat peste liniile turcești în prima misiune de recunoaștere aeriană, iar la 1 noiembrie, prima bombă aeriană a fost lansată de Sottotenente Giulio Gavotti.
Mustafa Kemal, viitorul președinte al Republicii Turcia și liderul Războiului de Independență, s-a distins în această campanie.

## Cauze
Italia începe să ridice pretenții asupra Libiei, după Congresul de la Berlin în 1878, în care Franța și Marea Britanie au căzut de acord cu privire la ocupația Tunisiei și a Ciprului. În 1902, Italia și Franța au semnat un tratat secret care acorda libertatea de intervenție în Tripolitania și Maroc . Cu toate acestea, guvernul italian nu a realizat recunoșterea teritoriului libian.
Presa italiană a început o campanie de lobby la scară largă în favoarea unei invazii italiene în Libia, la sfârșitul lunii martie 1911. Libia a fost descrisă ca o țară bogată în resurse și apărată doar de 4,000 de soldați turci. Populația a fost descris ca fiind ostilă Imperiului Otoman și prietenoasă față de italieni.
Guvernul italian a fost ezitant la început, dar în vara pregătirile pentru invazie au fost efectuate și prim-ministrul Giovanni Giolitti a început să afle reacțiile Marilor Puteri la o posibilă invazie a Libiei. Partidul Socialist Italian avea o influență puternică asupra opiniei publice. Cu toate acestea, se găsea în opoziție și, de asemenea, era divizat în această problemă. Acesta a acționat ineficient împotriva unei intervenții militare. Viitorul lider fascist Benito Mussolini - în acest moment încă un socialist de stânga - a luat o poziție proeminentă anti-război.
Un ultimatum a fost prezentat guvernului otoman condus de Comitetul pentru Uniune și Progres (CUP), în noaptea de 26 spre 27 septembrie. Prin intermediul austriac, otomanii au răspuns cu propunerea de a transfera controlul Libiei fără război, cu menținerea unui oficial otoman sub suzeranitatea italiană. Această sugestie a fost comparabilă cu situația din Egipt, care era sub suzeranitatea otomană formală, dar era controlat efectiv de către Regatul Unit. Giolitti a refuzat, iar războiul a fost declarat pe 29 septembrie 1911.

## Urmări
După retragerea armatei otomane, italienii și-au extins cu ușurință controlul asupra țării, ocupând Tripolitana de Est, Ghadames, Djebel și Fezzan cu Murzuk în anul 1913. Izbucnirea Primului Război Mondial cu necesitatea de a aduce înapoi trupe în Italia, proclamarea jihadului de către otomani și răscoala libienilor din Tripolitana i-a forțat pe italieni să abandoneze toate teritoriile ocupate, păstrând doar Tripoli, Derna și coasta Cirenaicăi. Controlul italian peste o mare parte din interiorul Libiei a rămas minor până la sfârșitul anilor 1920, când generalii Pietro Badoglio și Rodolfo Graziani au purtat campanii sângeroase de pacificare. Rezistență libiană s-a domolit după executarea liderului rebelilor Omar Mukhtar pe 15 septembrie 1931. Populația libiană a fost înjumătățită din cauza emigrației italiene, a foametei și a pierderilor umane din timpul războiului. Populația libiană a stagnat în perioada 1911 - 1950 în jurul valorii de aproximativ 1,5 milioane.
Insulele Dodecaneze au rămas sub ocupație militară italiană. În conformitate Tratatul de la Sèvres din 1920, care nu a fost niciodată ratificat, Italia ar fi trebuit să cedeze toate insulele, cu excepția Rodosului, Greciei, în schimbul unei zone de influență în sud-vestul Anatolia.
Cu toate acestea, înfrângerea Greciei în Războiul greco-turc și fondarea Turciei moderne a creat o situație nouă, care a făcut aplicarea acestui tratat imposibil. Conform articolul 15 din Tratatul de la Lausanne din 1923, care a înlocuit Tratatul de la Sèvres, Turcia a recunoscut în mod oficial anexarea italiană a Dodecanezului.